# Euphaedra coerulefacies
Euphaedra coerulefacies är en fjärilsart som beskrevs av Stoneham 1956. Euphaedra coerulefacies ingår i släktet Euphaedra och familjen praktfjärilar. Inga underarter finns listade i Catalogue of Life.